# Zinksulfat
Zinksulfat är ett salt av zink och sulfat-joner med formeln ZnSO4. Det förekommer naturligt i mineralen galitzensten, goslarit m.fl. Goslarit innehåller kristallvatten, ZnSO4⋅7H2O.

## Framställning och egenskaper
Zinksulfat kan framställas genom att direkt lösa upp zink i svavelsyra eller genom att tillsätta zink i en kopparsulfat-lösning.
{\displaystyle {\rm {Zn+CuSO_{4}\rightarrow ZnSO_{4}+Cu}}}
Det kan även framställas genom rostning av zinkblände. Efter utlakning av reaktionsmassan med vatten utvinns det genom indunstning och kristallisation.
Zinksulfat bildar glasliknande, genomskinliga, rombiska kristaller, som är lättlösliga i vatten. Den tekniska kvaliteten kan innehålla små mängder olika föroreningar av bl.a. järn, koppar, mangan och kalk.
Förutom vara av teknisk kvalitet framställs även kemiskt rent zinksulfat, som bildar färglösa, genomskinliga kristaller, som lätt vittrar i luft och är lättlösliga i vatten, men nästan olösliga i alkohol. Vattenlösningen reagerar surt och fäller ut proteiner.

## Användning
- När zinksulfat och bariumsulfid blandas reagerar de och bildar ett vitt pigment och impregneringsmedel under namnet Litopon som består av zinksulfid och bariumsulfat.[1]
- Zinksulfat används för att bekämpa mossa på till exempel hustak och stentrappor. Det är inte lämpligt att använda på gräsmattor eftersom det är skadligt för gräset.
- Det används för betning av textilfiber vid färgning
- Det används också i medel mot akne.